# (30726) 1978 VK7
1978 في كي 7 (ويعرف أيضًا باسم (30726) 1978 في كي 7 وفق تسمية الكوكب الصغير) (بالإنجليزية: 1978 VK7)‏ هو كويكب ضمن حزام الكويكبات؛ وترتيبه 30726 من حيث الاكتشاف.
اكتُشف هذا الجُرم الفلكي بواسطة شيلت جون بوبي في 7 نوفمبر 1978.

## وصلات خارجية
- (30726) 1978 VK7 في قاعدة بيانات مختبر الدفع النفاث لأجرام النظام الشمسي الصغيرة

- الاكتشاف · مخطط المدار ·  العناصر المدارية · المعلمات المادية

- (30726) 1978 VK7 على موقع ويكي سكاي: DSS2, SDSS, GALEX, IRAS, Hydrogen α, X-Ray, Astrophoto, Sky Map, Articles and images